# 本気!番外編1「風」
『本気!番外編1「風」』（まじばんがいへん1「かぜ」）は、立原あゆみによる日本の漫画作品。『週刊少年チャンピオン』（秋田書店）にて連載された。『本気!』のプレ連載作品『風』（連載のみ。単行本未収録）が再構成された作品で、本編である『本気!』のスピンオフ作品になっている。単行本は同社の少年チャンピオンコミックスより1994年に刊行されている（全１巻、９話）。なお、単行本の奥付の表記では、タイトルの "1" の部分が丸数字になっている。
本編『本気!』から時代を遡り、サブキャラクターであった風岡翔を主人公とし、風岡が風組を興すまでを描いた物語である。

## あらすじ
新たな工場が次々に建設される工業地帯。ここに昔からのしのぎで小さく生きる組と、愚連隊の集まりで新たな力を次々に吸収していった大きな組との間で、抗争が発展していった。そんな時、岡一家のチンピラ・冨樫竜二と風岡翔が出会う。この出会いが、風岡翔の運命を大きく変えていくことになる。

## 登場人物

### 岡一家
風岡 翔（かぜおか しょう）

岡 一平（おか いっぺい）
渚会・岡一家初代組長。渚組初代組長・渚音二郎とは兄弟分。自分のシマの住人達が静かに暮らす事を日々願っている任侠者。
自分の組を裏切った者にも寛大な考えを持っている。
冨樫 竜二（とがし りゅうじ）
岡一家のチンピラ。風岡との2度の出会いに運命的なものを感じ取り、崩壊寸前の岡一家を救うため、風岡に岡一家に入ってくれるよう頼む。
望月（もちづき）
岡一家のNo.2。跡目の最有力だったが物語序盤で鷲尾の罠に嵌り、逮捕されてしまう。
風岡の才能を感じ取り、率先して跡目相続から身を引き模範となるべく風岡に杯を貰った。
赤目（あかめ）
岡一家のはねっかえり。コンバットの政にゴロを撒くも返り討ちに遭い、顔面骨折、手足骨折の重傷を負ってしまう。
孝介（こうすけ）
赤目の子分。赤目と共にコンバットの政に仕掛けるも自分のドスで政に刺されて死亡してしまった。
紅花（べにばな）

三樹（みき）

谷山（たにやま）

小間 勝政（こま かつまさ）

和一（わいち）
集優会から引き抜きの誘いを受け、揺れ動いていたが紅花に諭され、岡一家の生涯を貫く為、誘いを蹴る。
その後、襲撃に遭い、肋骨を折る怪我を負い入院する。

### 集優会
南部
集優会初代会長。
西田
元は風組の前身・岡一家にいたが引き抜かれて集優会に移る。初代会長南部の失脚によって風岡から跡を取るように言われる。
奥村

政

通り名は「コンバットの政」。顔面の右こめかみ辺りに十字傷がある。集優会きっての暴れん坊。
鷺尾

### 渚組
渚 音二郎
渚組初代組長。岡一家初代組長・岡一平とは兄弟分の間柄で「渚の音やん」と呼ばれている。
平河内公平
セリフ無しでワンカットのみの登場となっている。
菊地
平河内と同じくワンカットのみの登場。

### 一般人
白岩
新聞記者。風岡翔と学生時代からの親友。ヤクザと癒着していた警官のスキャンダルをスクープした。
智子
竜二のオンナ。物語終盤に妊娠が発覚するも本人は竜二に懐妊を報告していない(竜二は風岡から聞いて妊娠している事は知っている)。
竜二が死んだ後、竜二の子である女の子を出産している。

## 書誌情報
立原あゆみ 『本気!番外編1「風」』 秋田書店〈少年チャンピオンコミックス〉 1994年7月発行、ISBN 4-253-04248-1